# Thomas Onslow, II conte di Onslow
Thomas Onslow, II conte di Onslow (Thames Ditton, 15 marzo 1754 – Clandon Park, 22 febbraio 1827) è stato un nobile inglese.

## Biografia
Era il figlio di George Onslow, I conte di Onslow, e di sua moglie, Henrietta Shelley.

## Carriera
Onslow entrò nella camera dei comuni per Rye nel 1775. Nel 1784 lasciò Rye e successe al cugino di suo padre, il colonnello Onslow, come deputato di Guildford. Continuò a rappresentare quel collegio elettorale fino al 1806, quando fu sostituito dal figlio, Thomas Cranley.
Sostenitore dei Foxite Whigs, Onslow fu tuttavia poco attivo nella camera dei comuni.
Onslow era un giocatore di cricket amatoriale principalmente associato al Surrey e facendo 3 presenze conosciute in partite di prima classe dal 1801 al 1808.
Onslow era un intimo del Principe di Galles ed era noto per la sua mania di guidare a quattro mani.

## Matrimoni

### Primo Matrimonio
Sposò, il 20 dicembre 1776 a St. Mary, Lambeth, Arabella Mainwaring Ellerker (18 luglio 1755-11 aprile 1782), figlia di Eaton Ellerker. Ebbero quattro figli:
- Arthur Onslow, III conte di Onslow (25 ottobre 1777-24 ottobre 1870);
- Thomas Cranley Onslow (1778-7 luglio 1861), sposò Susannah Elizabeth Hiller, ebbero sei figli;
- Edward Mainwaring Mainwaring-Ellerker-Onslow (2 ottobre 1779-30 luglio 1861);
- Lady Harriet Elizabeth Onslow (?-1824).

### Secondo Matrimonio
Sposò, il 13 febbraio 1783, Charlotte Hale (?-25 aprile 1819), figlia di William Hale. Ebbero una figlia:
- Lady Georgiana Charlotte Onslow (?-15 maggio 1829)